# Kabuyea hostifolia

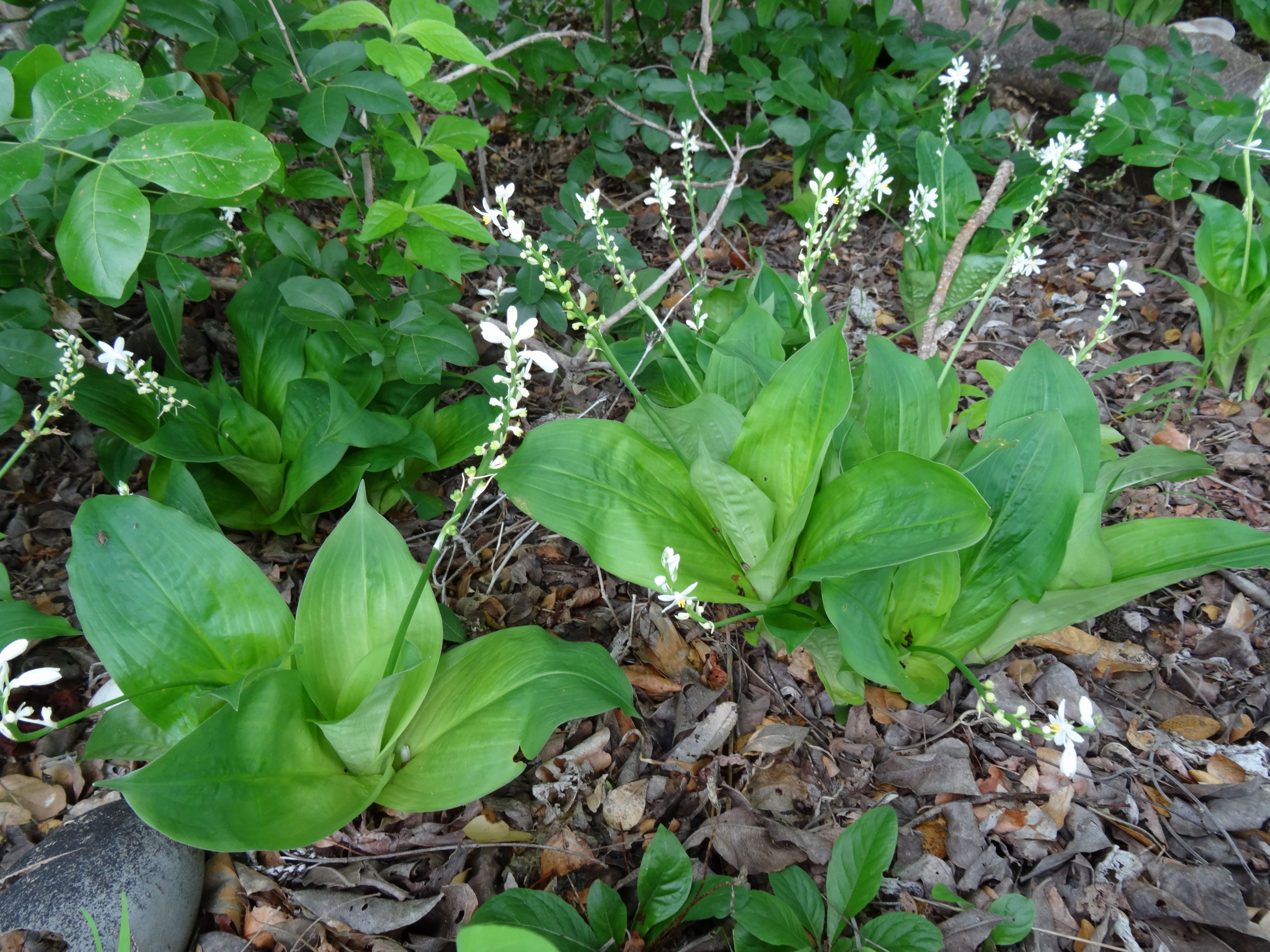

Kabuyea hostifolia (Engl.) Brummitt – gatunek roślin należący do monootypowego rodzaju Kabuyea Brummitt z rodziny Tecophilaeaceae, występujący endemicznie w południowo-wschodniej Afryce, na obszarze Tanzanii i Mozambiku, gdzie zasiedla zacienione, wilgotne miejsca w nadrzecznych lasach.
Nazwa rodzaju została nadana na cześć Christine H.S. Kabuye, która do 1995 r. pełniła funkcję botanika w East African Herbarium przy Muzeach Narodowych Kenii w Nairobi.

## Morfologia
PokrójRośliny zielne o wysokości do 45 cm.
PędKilka podziemnych bulwocebul w kształcie cylindryczym, beczułkowatym do dyskowatego, o średnicy do 2,5 cm, pokrytych włóknistą tuniką.
LiścieCztery odziomkowe, zebrane w rozetę, ciasno zwinięte u nasady na długości 1/3 blaszki, ściśle obejmujące pęd kwiatostanowy. Blaszki liściowe eliptyczne do równowąsko-lancetowatych, o słabo zaostrzonym wierzchołku, wielkości 10–45×3–9 cm.
KwiatOd 10 do 25 obupłciowych, promienistych kwiatów zebranych w grono, wyrastające na głąbiku o długości 15–35 cm, niekiedy z równowąsko-trójkątną, cienką, błoniastą, wcześnie odpadającą podsadką. Szypułki o długości 2–8 mm, u nasady z błoniastą przysadką o długości 3 mm. Dno kwiatowe lejkowate. Działki okwiatu 3+3, krótko zrośnięte u nasady, białe, o rozmiarach 7–12×2–5 mm. Sześć pręcików z dwoma podługowatymi, żółtymi pylnikami, pękającymi przez krótką, maczugowatą, skierowaną do wewnątrz szczelinę, blisko ich wierzchołka.
NasionaKuliste, z dziobowatą łupiną i mikrokolcami w poszczególnych zagłębieniach.

## Biologia
RozwójWieloletnie geofity cebulowe.
GenetykaLiczba chromosomów 3n = 36.

## Systematyka
Gatunek należący do monotypowego rodzaju Kabuyea Brummit w rodzinie Tecophilaeaceae. Rodzaj Kabuyea jest siostrzany dla Cyanastrum.

## Zagrożenie i ochrona
Roślina ta jest ujęta na Czerwonej Liście Gatunków Zagrożonych IUCN jako gatunek najmniejszej troski.